# Metaphycus ater
Metaphycus ater är en stekelart som först beskrevs av Mercet 1925.  Metaphycus ater ingår i släktet Metaphycus och familjen sköldlussteklar. Inga underarter finns listade i Catalogue of Life.